# Пацифистская социалистическая партия

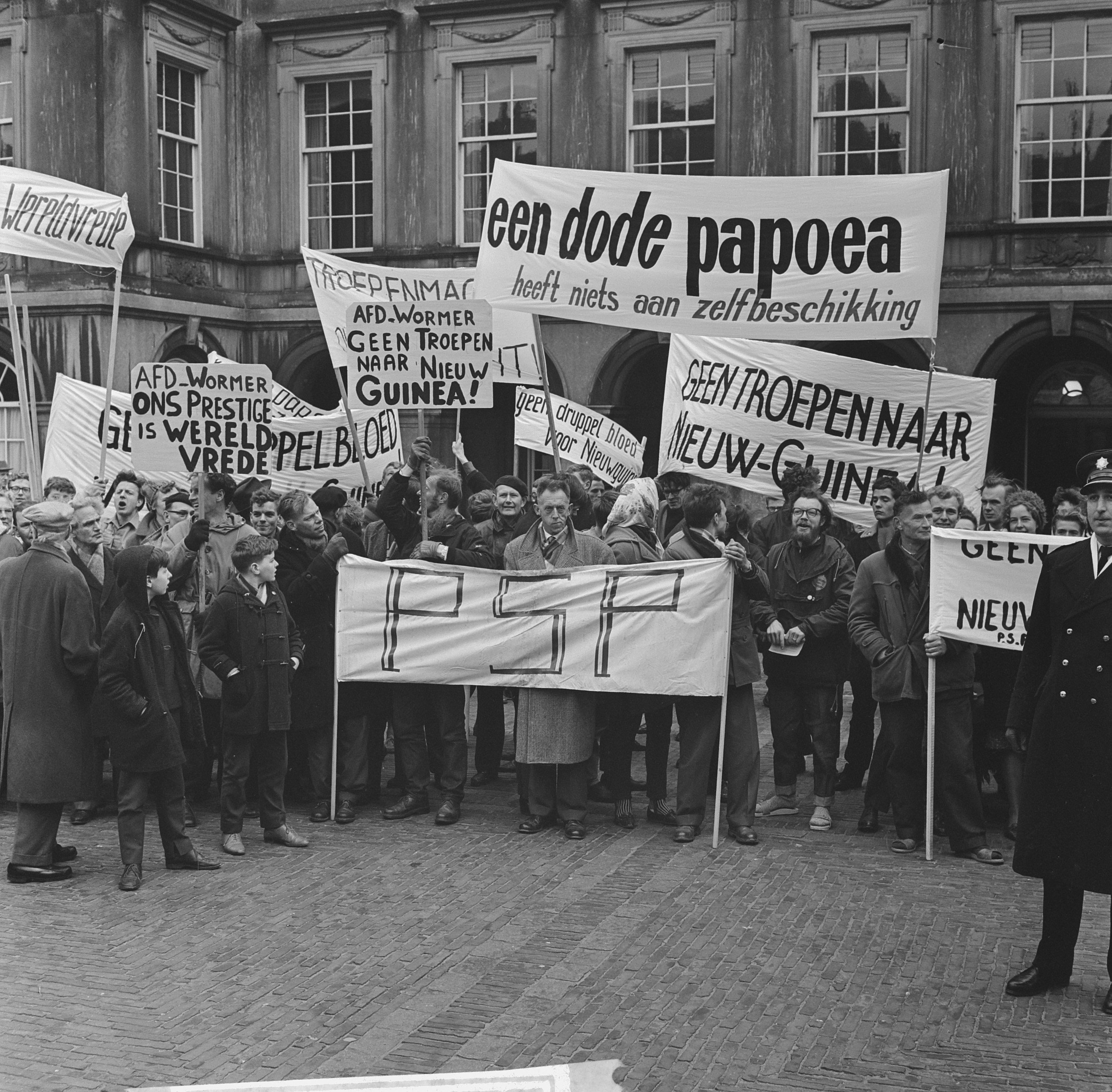
Демонстрация ПСП в Гааге, 1962 год.

Пацифистская социалистическая партия (нидерл. Pacifistisch Socialistische Partij, ПСП) — левая социалистическая политическая партия, существовавшая в Нидерландах в 1957—1991 годах. Большим влиянием не пользовалась, объединяя от 858 (в 1957) до 9979 (в 1982) членов, преимущественно представителей радикальной интеллигенции, и получая от 1 до 4 мест во Второй палате нидерландского парламента. Является одной из четырёх предшественниц современной партии «Зелёные левые».

## История партии

### Создание партии
В 1955 году сформировалась группа «политически бездомных» левых активистов («Союз бездомных» — Daklozenberaad — возглавлял инженер-строитель и шахматист Хендрик
Ван Стенис, ставший первым председателем ПСП). Группа в основном состояла из бывших членов Партии труда и Коммунистической партии Нидерландов (КПН). Первые были недовольны военной интервенцией и полицейскими операциями против борцов за независимость Индонезии и поддержкой НАТО со стороны их партии (многие из них происходили из марксистского крыла Социал-демократической рабочей партии или Христианско-демократического союза, которые слились в Партию труда). Вторую группу составляли часть членов Компартии, недовольных сталинизмом её руководства. 
Кроме того, к ним примкнули также беспартийные и члены довоенных леворадикальных организаций, таких как Независимая социалистическая партия и Революционная социалистическая партия. В итоге, среди первых членов партии были христианские прогрессисты, левые социалисты, ортодоксальные марксисты, коммунисты-антисталинисты (троцкисты и левые коммунисты), либеральные пацифисты и некоторые анархисты. Многие из них были активны в движении за мир (в таких организациях, как «Церковь и мир» или «Общеголландская акция за мир»).
Холодная война и два события 1956 года — англо-французско-израильская интервенция в Суэцком кризисе и советская интервенция в Венгрии — укрепили эту группу в её скептицизме относительно восточного и западного блоков. Она пыталась найти третий путь между советским (пост)сталинизмом и западным капитализмом.
После того, как Партия труда отказала кандидатам от группы в выдвижении на выборах, 26 января 1957 года была основана новая Пацифистская социалистическая партия. К её учредителям присоединились члены Социалистического союза (группы, неудачно отколовшейся от Партии труда в 1950 году). На выборах 1959 года партия получила два места в Палате представителей.

### Парламентская и внепарламентская деятельность
В первые годы партия стала известна своей парламентской и внепарламентской оппозицией против холодной войны и особенно размещения ядерного оружия. Социалистическая революция на Кубе и восстания против южноафриканской системы апартеида привели к дискуссиям внутри партии между пацифистскими группами, которые выступали против любого насилия и революционными группами, которые выступали против репрессивного насилия (правящего класса), но не осуждавшими освободительное насилие (против правящего класса). В 1961 году партия оставила свой принципиальный пацифизм и впредь выступала за минимизацию насилия. Она также стала активней участвовать во внепарламентской борьбе против колониализма, поддерживая независимость Новой Гвинеи и Алжира.
На выборах 1963 года партия выступила особенно хорошо, удвоив количество своих депутатских мест до четырех. Этот успех можно объяснить факторами роста антивоенного и студенческого движения (особенно анархистского движения «Прово», для которых ПСП была единственной приемлемой партией), а также внутренними конфликтами в КПН — в 1958 году три депутата-антисталиниста покинули Компартию и сформировали собственную парламентскую группу «Мост». Впоследствии группа основала Социалистическую рабочую партию, но после ряда неудач на выборах она распалась, и большая часть членов партии присоединились к Пацифистско-социалистической партии к 1965 году.

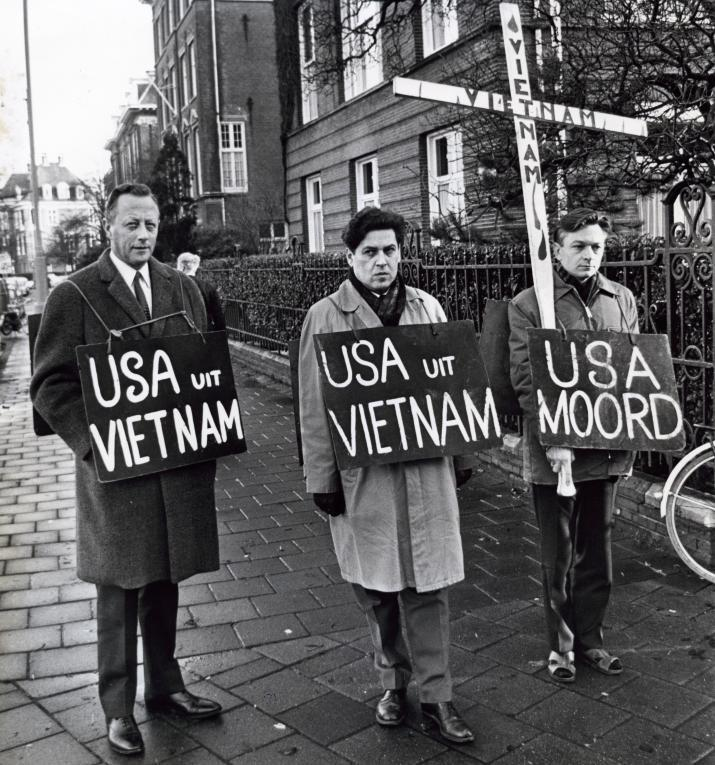
Лидеры ПСП протестуют против войны во Вьетнаме, 1967 год.

В середине 1960-х годов Вьетнамская война стала вопросом ключевой важности. ПСП занималась организацией протестов, демонстраций, митингов против американской интервенции. Кроме того, она агитировала за переход к республике. ПСП сохранила свои четыре депутатских мандата на выборах 1967 года.
1970-е годы характеризовались внутренними конфликтами между умеренными и более радикальными членами ПСП. Самой важной причиной для этого была радикализация в рядах Партии труда, в которой к власти пришло новое, более левое, поколение лидеров, ориентированное на создание левого правительства с леволиберальной партией «Демократы 66» и прогрессивно-христианской Политической партией радикалов. ПСП также принимала участие в переговорах, но в итоге большинство членов выступило против, не находя эту коалицию ни пацифистской, ни социалистической. На выборах 1971 года (в предвыборной агитации к которым ПСП использовала знаменитые плакаты с обнаженной девушкой на лугу на фоне пятнистой коровы) партия потеряла два из четырех мест.
В 1972 году новым лидером ПСП стал Брам ван дер Лек, подчеркивающий значение защиты окружающей среды в качестве важного программного вопроса.
Тем временем, самые умеренные, и самые радикальные элементы откололись от партии. Входящая в Воссоединённый четвёртый интернационал троцкистская группа «Пролетарская левая», действовавшая внутри ПСП, из-за разногласий с руководством партии в 1972 году покинула её в почти полном составе, за исключением своего лидера Эрика Мейера (впоследствии депутат Европарламента от Социалистической партии). Эта группа в 1974 году приняла название «Международная коммунистическая лига», а затем Социалистическая рабочая партия, в итоге сменив его на «Социалистическая альтернативная политика». А умеренное, так называемое прогрессивно-кооперативное, крыло вышло из ПСП в 1975 году.
Однако начиная с 1975 года членство в партии, которую возглавил информатик Ламберт Мертенс, демонстрировало стабильный рост и удвоилось за ближайшие пять лет. Тем не менее, выборы 1977 года были для неё катастрофическими: партия потеряла все места, кроме одного.
В начале 1980-х годов ПСП активно выступала против размещения американского ядерного оружия в Европе; более 80 % членов партии присутствовали на двух массовых протестах против размещения ядерного оружия в 1981 и 1983 годах. На выборах 1981 и 1982 годов ПСП была вознаграждена за свою принципиальную позицию тремя депутатскими креслами. Членство в партии почти достигло 10000 человек.

### Создание «Зелёных левых»

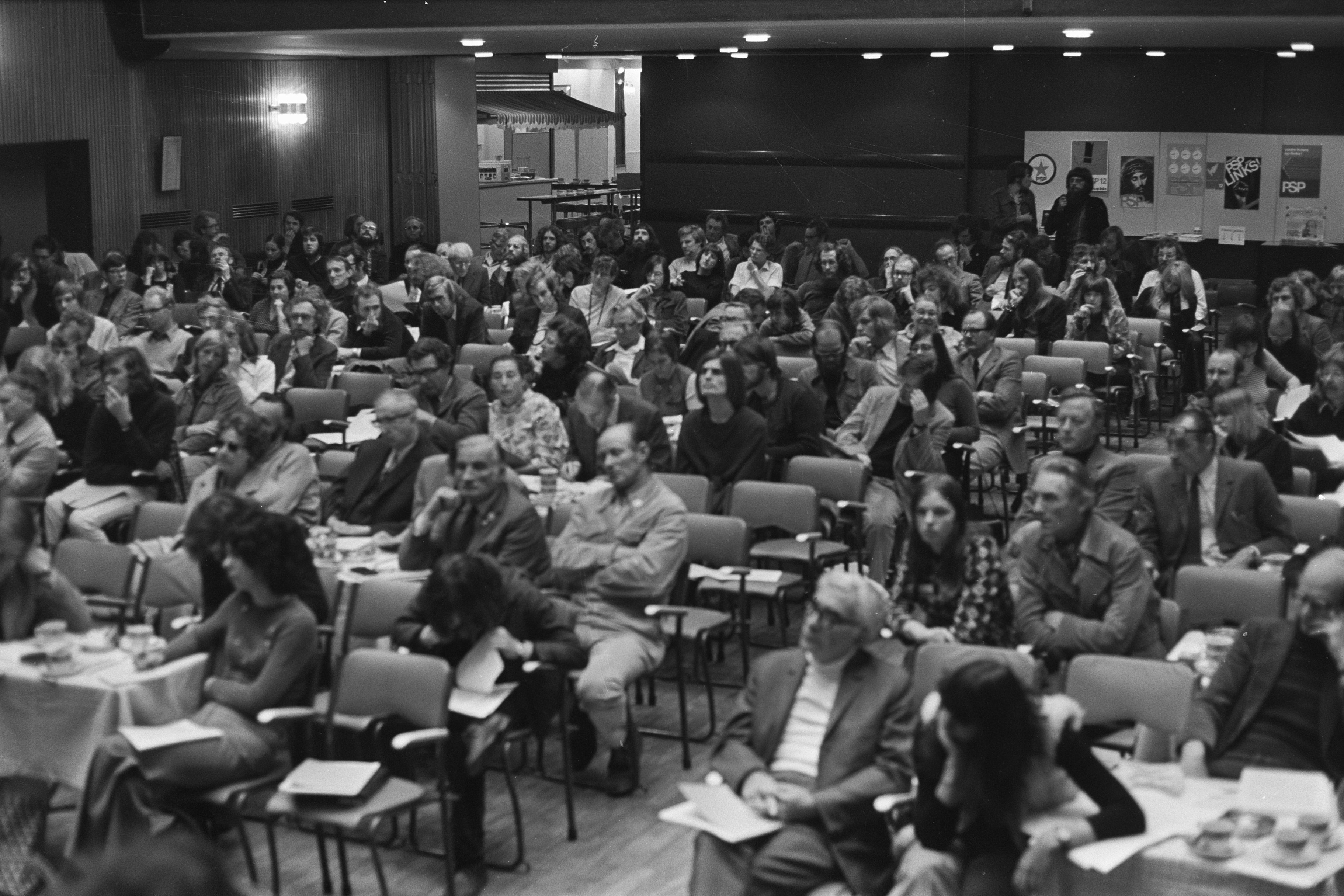
Съезд ПСП в Амстердаме, 1972 год.

С 1980-х годов партия начала сотрудничать с Политической партией радикалов, порвавшей с Партией труда, и Компартией, прошедшей процесс десталинизации. В 1984 году РПП, КПН и ПСП участвуют единым «зелёным прогрессивным» списком в выборах в Европейский парламент. Они получили одно место, на которым периодически чередовались ПСП и ППР. Те же партии совместно участвуют в уличных протестах против ядерного оружия (нейтронной бомбы) и ядерной энергии. Перед выборами 1986 года КПН и ППР захотели создать предвыборный альянс с ПСП.
Это привело к кризису внутри партии: председатель парламентской фракции, Фред ван дер Спек, выступавший против сотрудничества, был сменён партийным съездом на Андре Ван Эса. Исключённый экс-лидер основал собственную Партию за социализм и разоружение. Однако договориться об электоральном альянсе не удалось, и на парламентских выборах 1986 года левые партии потеряли ещё больше мест в парламенте: КПН и ЕНП не вошли в Генеральные штаты, РПП заняла два, а ПСП — одно место. Конец восьмидесятых был ознаменован внутренними кризисами и сменой курса всех «малых левых».
В 1989 году по инициативе ПСП «малые левые» начали переговоры, к которым, кроме КПН и ППР, присоединилась и ещё одна прогрессивно-христианская сила — Евангелическая народная партия. Эту инициативу поддержали в открытом письме члены профсоюзов, экологических движений и деятели искусства, призвавшие к образованию единой прогрессивной формации слева от социал-демократов. Партии пришли к согласию касательно возможности участия в выборах единым списком «Зелёные левые» (Vereniging GroenLinks; VGL), что и произошло в выборах 1989 года во Вторую палату. В список вошли представители четырёх малых левых партий, а также присоединившиеся к новой партии независимые кандидаты: роттердамский профсоюзный активист Паул Розенмёллер, хореограф Рюди ван Дантциг, писательница Астрид Румер, экологическая активистка Марейке Вос и активист студенческого движения Мартен ван Пулгест.
В 1991 году ПСП самораспустилась и влилась в единую партию «Зелёные левые». В 1992 году группа бывших членов ПСП, которые отказались присоединиться к новой партии, сформировали ПСП’92.

## Идеология
Идеология партии была основана на пацифизме, социализме и демократии; она ратовала за права человека против войны, капитализма и диктатуры.
В 1957 году манифест принципов ПСП провозгласил борьбу за обновление духовное (замена системы, основанной на страхе, разделении и власти, обществом на основе доверия, единства и справедливости) и экономическое (преодоление капитализма и переход к бесклассовому социалистическому обществу; в краткосрочной перспективе партия поддерживала национализацию и создание кооперативов, прогрессивное налогообложение, сокращение рабочего времени и полную занятость). ПСП выступала за демократию в политике и экономике, отвергала использование силы для решения международных конфликтов и ратовала за движение к всемирной федерации. Затем на идеологии партии отобразились веяния «новых левых» 1960-х годов; с 1970-х внимание стало уделяться также новым социальным движениям за освобождение женщин, права ЛГБТ и энвайронментализм.

## Организационная структура

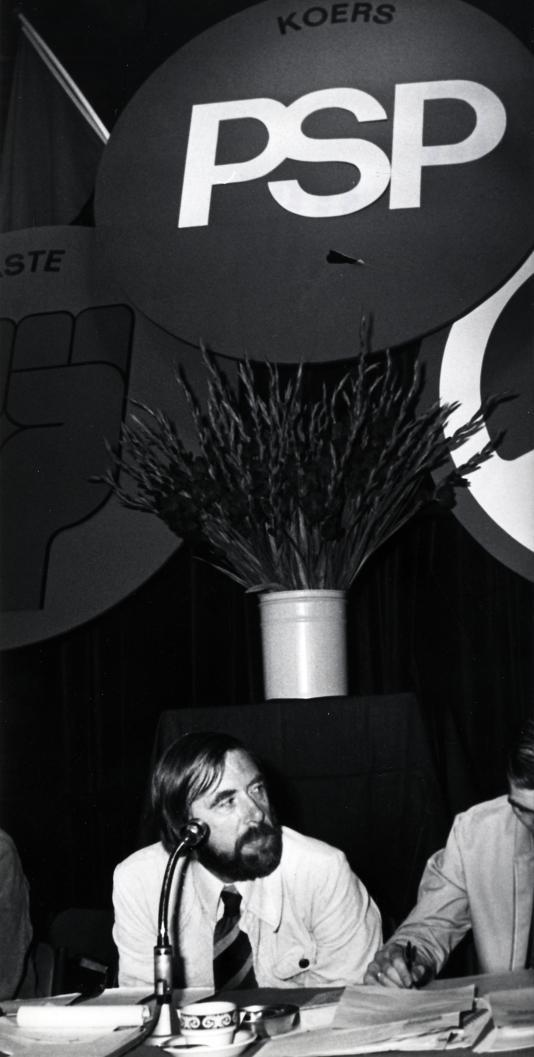
Председатель ПСП Пит Бурграф на съезде партии, 1972 год.

Высший орган ПСП — съезд, на котором были представлены делегаты муниципальных ячеек. Созывался раз в год, назначал политсовет партии, определял программу и порядок партийных списков на выборах.
Политический совет ПСП состоял из 10 членов: председатель партии, генеральный секретарь, казначей, политический секретарь, парламентский секретаря, международный секретарь, молодёжный секретарь, секретарь по вопросам образования, секретарь по пропаганде и председатель комитета по радио и телевидению.
ПСП публиковала собственный журнал «Освобождение» (Bevrijding) между 1957 и 1966 и 1978 и 1991 годами и «Радикал: Еженедельник за социализм и мир» (Radikaal: Weekbad voor Socialisme en Vrede) между 1967 и 1977 годами.
Молодёжь ПСП была организована в Пацифистские социалистические рабочие группы молодёжи (Pacifistisch Socialistische Jongeren Groepen, PSJG) с 1977 по 1991 год; под конец существования эта организация стала практически самостоятельной.
В 1980-х годах научный институт ПСП тесно сотрудничает с аналогичными учреждениями ППР и КПН; вместе они публиковали De Helling и Rode Draad с 1985 года.

## Международный контекст
На международном уровне было немного крупных партий, занимавших, подобно ПСП, нишу между реформистской социал-демократией и просоветским коммунистическим движением. Ряд скандинавских партий вроде датской Социалистической народной партии и норвежской Социалистической левой партии проповедовали «народный социализм», близкий к «пацифистскому социализму» ПСП. Близка была и французская Объединенная социалистическая партия, основанная левыми диссидентами из СФИО, антисталинистскими диссидентами из ФКП и леворадикальными активистами.